# 拉斯奎镇
拉斯奎镇，是中华人民共和国新疆维吾尔自治区和田地區和田市下辖的一个建制镇。1998年，拉斯奎镇农场和肖尔巴格乡农场划出，成立阿克恰勒管理区（2010年成立阿克恰勒乡）。

## 行政区划
拉斯奎镇下辖以下地区：
巴什拉斯奎村、阿热果勒村、墩阔恰村、库勒来克村、博斯坦阿勒迪村、其盖布隆村、阿瓦提村、阿克塔什村、乃扎尔巴格村和阔什库勒村。